# Tristan Taormino
Pour les articles homonymes, voir Tristan et Taormino.
Tristan Taormino, née le 9 mai 1971 à Syosset  (État de New York), est une journaliste, féministe, éducatrice sexuelle, militante et réalisatrice de films pornographiques, également animatrice de radio, voix off et écrivaine.

### Comme auteure
- 1997 : The Ultimate Guide to Anal Sex for Women (en) (Cleis Press)  (ISBN 1-57344-028-0) – vainqueur du Firecracker Book Award et sur Amazon.com n° 1 Bestseller Women's Sex Instruction en 1998.
- 2001 : Pucker Up: A Hands-on Guide to Ecstatic Sex (ReganBooks) – re-issued in paperback as Down and Dirty Sex Secrets (2003)  (ISBN 0-06-098892-4)
- 2002 : True Lust: Adventures in Sex, Porn and Perversion (Cleis Press)  (ISBN 1-57344-157-0)
- 2006 : The Ultimate Guide to Anal Sex for Women (en) (Cleis Press)  (ISBN 978-1-57344-221-3) (seconde édition revue)
- 2008 : Opening Up: Creating and Sustaining Open Relationships (Cleis Press)  (ISBN 978-1-57344-295-4)
- 2009 : The Anal Sex Position Guide: The Best Positions for Easy, Exciting, Mind-Blowing Pleasure (Quiver)  (ISBN 978-1-59233-356-1)
- 2010 : The Big Book of Sex Toys (Quiver)  (ISBN 1-59233-355-9)
- 2011 : Secrets of Great G-Spot Orgasms and Female Ejaculation (Quiver)  (ISBN 1-59233-456-3)
- 2012 : 50 Shades of Kink: An Introduction to BDSM (Cleis Press)  (ISBN 978-1-62778-030-8)

### Comme éditrice
- 1995 : Pucker Up: the zine with a mouth that's not afraid to use it (Black Dog Productions)
- 1996 : Ritual Sex (Rhinoceros Books)
- 1996 : Best Lesbian Erotica 1996 (Cleis Press)
- 1997 : Best Lesbian Erotica 199 (Cleis Press)
- 1997 : A Girl's Guide to Taking Over the World: Writings from the Girl Zine Revolution (St. Martin's Press)
- 1998 : Best Lesbian Erotica 1998 (Cleis Press)
- 1999 : Best Lesbian Erotica 1999 (Cleis Press)
- 2000 : Best Lesbian Erotica 2000 (Cleis Press)
- 2000 : Best of the Best Lesbian Erotica (Cleis Press)
- 2001 : Best Lesbian Erotica 2001 (Cleis Press)
- 2002 : Best Lesbian Erotica 2002 (Cleis Press)
- 2003 : Best Lesbian Erotica 2003 (Cleis Press)
- 2004 : Best Lesbian Erotica 2004 (Cleis Press)
- 2005 : Best Lesbian Erotica 2005 (Cleis Press)
- 2005 : Best of the Best Lesbian Erotica 2 (Cleis Press)
- 2005 : Hot Lesbian Erotica (Cleis Press)
- 2006 : Best Lesbian Erotica 2006 (Cleis Press)
- 2007 : Best Lesbian Erotica 2007 (Cleis Press)
- 2007 : Best Lesbian Bondage Erotica (Cleis Press)
- 2008 : Best Lesbian Erotica 2008 (Cleis Press)
- 2009 : Best Lesbian Erotica 2009 (Cleis Press)
- 2010 : Sometimes She Lets Me: Best Butch/Femme Erotica (Cleis Press)
- 2011 : Take Me There: Trans and Genderqueer Erotica (Cleis Press)  (ISBN 978-1-57344-720-1)
- 2012 : The Ultimate Guide To Kink: BDSM, Role Play and the Erotic Edge (Cleis Press)  (ISBN 978-1-57344-779-9)
- 2012 : Stripped Down: Lesbian Sex Stories (Cleis Press)  (ISBN 978-1-57344-794-2)
- 2013 : The Feminist Porn Book: The Politics of Producing Pleasure (The Feminist Press (en))  (ISBN 978-1-55861-818-3)
- 2014 : When She Was Good: Best Lesbian Erotica (Cleis Press)  (ISBN 978-1-62778-069-8)

## Vidéographie
- 1997 : Tristan Taormino's The Ultimate Guide to Anal Sex for Women (en) (Evil Angel) réalisatrice/productrice/actrice
- 1999 : Ecstatic Moments (Pacific Media Entertainment) actrice
- 2000 : Tristan Taormino's Ultimate Guide to Anal Sex for Women 2 (Evil Angel) réalisatrice/productrice/actrice
- 2006 : Tristan Taormino's House of Ass (Adam & Eve) réalisatrice/productrice
- 2006 : Tristan Taormino's Chemistry (Vivid / Smart Ass Productions) réalisatrice/productrice
- 2007 : Tristan Taormino's Chemistry, Vol. 2 (Vivid / Smart Ass Productions) réalisatrice/productrice
- 2007 : Tristan Taormino's Chemistry, Vol. 3 (Vivid / Smart Ass Productions) réalisatrice/productrice
- 2007 : Tristan Taormino's Expert Guide to Anal Sex (Vivid-Ed / Smart Ass Productions) scénariste/réalisatrice/productrice/invitée
- 2007 : Tristan Taormino's Expert Guide to Oral Sex, Part 1: Cunnilingus (Vivid-Ed / Smart Ass Productions) scénariste/réalisatrice/productrice
- 2007 : Tristan Taormino's Expert Guide to Oral Sex, Part 2: Fellatio (Vivid-Ed / Smart Ass Productions) scénariste/réalisatrice/productrice/invitée
- 2008 : Tristan Taormino's Chemistry, Vol. 4: The Orgy Edition (Vivid / Smart Ass Productions) réalisatrice/productrice
- 2008 : Tristan Taormino's Expert Guide to the G-Spot (Vivid-Ed / Smart Ass Productions) scénariste/réalisatrice/productrice/invitée
- 2009 : Tristan Taormino's Expert Guide to Anal Pleasure for Men (Vivid-Ed / Smart Ass Productions) scénariste/réalisatrice/productrice/invitée
- 2009 : Penny Flames's Expert Guide to Hand Jobs for Men and Women (Vivid-Ed / Smart Ass Productions) scénariste/réalisatrice/productrice
- 2009 : Tristan Taormino's Rough Sex (Vivid / Smart Ass Productions) réalisatrice/productrice
- 2009 : Penny Flames's Expert Guide to Rough Sex (Vivid-Ed / Smart Ass Productions) co-scénariste/co-réalisatrice/productrice exécutive
- 2009 : Midori's Expert Guide to Sensual Bondage (Vivid-Ed / Smart Ass Productions) réalisatrice/productrice exécutive
- 2010 : Tristan Taormino's Rough Sex 2 (Vivid / Smart Ass Productions) réalisatrice/productrice
- 2010 : Tristan Taormino's Rough Sex 3: Adrianna's Dangerous Mind (Vivid / Smart Ass Productions) réalisatrice/productrice
- 2010 : Tristan Taormino's Expert Guide to Advanced Fellatio (Vivid-Ed / Smart Ass Productions) scénariste/réalisatrice/productrice/invitée
- 2010 : Tristan Taormino's Expert Guide to Female Orgasms (Vivid-Ed / Smart Ass Productions) scénariste/réalisatrice/productrice/invitée
- 2011 : Tristan Taormino's Expert Guide to Advanced Anal Sex (Vivid-Ed / Smart Ass Productions) scénariste/réalisatrice/productrice/invitée
- 2012 : Tristan Taormino's Expert Guide to Pegging: Strap-on Anal Sex for Couples (Vivid-Ed / Smart Ass Productions) scénariste/réalisatrice/productrice/invitée
- 2012 : Tristan Taormino's Expert Guide to Female Ejaculation (Vivid-Ed / Smart Ass Productions) scénariste/réalisatrice/productrice/invitée
- 2013 : Tristan Taormino's Expert Guide to Kinky Sex for Couples (Adam & Eve / Smart Ass Productions) scénariste/réalisatrice/productrice/invitée

## Prix et distinctions
- Prix Lambda Literary

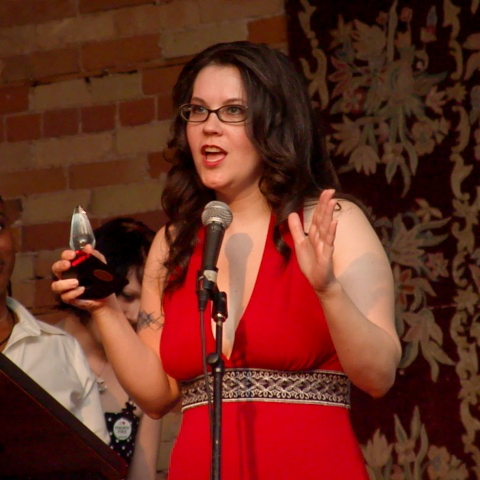
Taormino recevant un Feminist Porn Award en 2007

  - 2002 dans la catégorie Erotica pour Best Lesbian Erotica 2003
  - 2003 dans la catégorie Erotica pour Best Lesbian Erotica 2004
  - 2010 dans la catégorie Lesbian Erotica pour Sometimes She Lets Me: Best Butch/Femme Erotica
- Feminist Porn Award
  - 2006 : Hottest Anal Adventure : House of Ass
  - 2007 : Hottest Gonzo Sex Scene and Hottest Diverse Cast : Chemistry 1
  - 2008 : Smutty Schoolteacher of the Year (Educational Title) : Tristan Taormino's Expert Guide to Oral Sex Part 1 Cunnilingus and Part 2 Fellatio
  - 2010 : The Trailblazer
  - 2010 : TheSmutty Schoolteacher Award for Sex Education : Tristan Taorminos Expert Guide to Anal Pleasure for Men
  - 2011 : Hottest Kink Movie : Tristan Taormino's Rough Sex 2
  - 2012 : Smutty Schoolteacher Award for Sex Education : The Expert Guide To Advanced Anal Sex
  - 2013 : Smutty Schoolteacher Award for Sex Education : The Expert Guide to Pegging: Strap-on Anal Sex for Couples
  - 2014 : Smutty School Teacher Award For Sex Education : Tristan Taormino's Guide to Bondage for Couples